# Университет штата Аризона
Университет штата Аризона (Аризонский государственный университет, англ. Arizona State University, сокр. Arizona State или ASU) — крупнейший в США публичный образовательный и исследовательский университет под единой администрацией, находящийся в Столичном округе Финикса, штат Аризона. Университет является одним из самых престижных в США и был признан лучшим в инновации на Северо-Американском континенте восемь раз, начиная с 2014 года. На 2023 год, общее количество всех студентов составляет более 600,000 тысяч. Включая абитуриентов и онлайн студентов. Университет имеет самую большую базу онлайн студентов в мире, привлекая интернациональных студентов из Австралии, Китая, Кореи, Великобритании и России.

## История
Начало университету положила основанная 12 марта 1885 года в Темпе, штат Аризона, Территориальная педагогическая школа (Territorial Normal School), учреждённая 13-й Территориальным законодательным органом Аризоны принял как нормальная школа подготовки учителей для Территории Аризоны. Кампус состоял из единственного здания школы с четырьмя комнатами на участке площадью 20 акров, подаренном жителями Темпе — Джорджем и Мартой Уилсон (George and Martha Wilson). Занятия в школе начались 8 февраля 1886 года.
С годами менялась учебная программа, изменялось и учебное учреждение, которое называлось:
- Нормальная школа Темпе в Аризоне (Tempe Normal School of Arizona, 1889—1903);
- Нормальная школа Темпе (Tempe Normal School, 1903—1925);
- Государственный педагогический колледж Темпе (Tempe State Teachers College, 1925—1929);
- Педагогический колледж штата Аризона (Arizona State Teachers College, 1929—1945);
- Колледж штата Аризона (Arizona State College, 1945—1958).

В 1958 году решением избирателей штата учебное заведение стало называться Университет штата Аризона. При этом рассматривались два других названия: Университет Темпе и Государственный университет в Темпе. Таким образом Университет штата Аризона стал единственным в США учреждением высшего образования, добившегося статуса университета путём народного голосования.
В 1984 году произошло расширение университета; кроме кампуса в Темпе, появился новый кампус в столице штата — городе Финикс, а за ним в 1996 году добавился кампус в городе Меса и в 2006 году — кампус в пригороде Финикса. Все четыре кампуса являются составными частями университета, находящихся на территории Большого Финикса (Phoenix Metropolitan Area).

## Деятельность
Общее количество студентов составляет более 500,000 тысяч человек. В 2007—2008 академическом году университет выпустил 14 535 студентов. Уже в 2021-2022 академическом году университет выпустил 42 658 студентов. В 2008 году абитуриентами университета стали 768 школьников с национальным отличием (en:National Merit Scholar), многие из которых были выпускниками Колледжа Баррета (en:Barrett, The Honors College), выпускники которого, со времени его основания в 1988 году, не раз завоёвывали различные гранты и почётные стипендии. Согласно классификации Карнеги учреждений высшего образования, Университет штата Аризона относится к классу «RU/VH» (исследовательский университет с очень высокой исследовательской активностью).
В состав Университета штата Аризона входит большое количество академических подразделений:
| - Barrett, The Honors College - College of Liberal Arts and Sciences - College of Nursing and Health Innovation - College of Health Solutions - College of Public Service and Community Solutions - Ira A. Fulton Schools of Engineering - School for the Future of Innovation in Society - Thunderbird School of Global Management - Graduate Education | - Herberger Institute for Design and the Arts - Mary Lou Fulton Teachers College - New College of Interdisciplinary Arts and Sciences - Sandra Day O’Connor College of Law - College of Integrative Sciences and Arts - School of Sustainability - W. P. Carey School of Business - Walter Cronkite School of Journalism and Mass Communication |

Президентами университета были:
| - 1886—1888 − Hiram Bradford Farmer - 1888—1890 − Robert Lindley Long - 1890—1892 − Dayton A. Reed - 1892—1895 − Edgar L. Storment - 1895—1899 − James McNaughton | - 1899—1900 − Joseph Warren Smith - 1900—1930 − Arthur John Matthews - 1930—1933 − Ralph Waldo Swetman - 1933—1959 − Grady Gammage - 1959—1960 − Harold D. Richardson | - 1960—1969 − Homer Durham - 1969—1971 − Harry K. Newburn - 1971—1981 − John W. Schwada - 1981—1989 − J. Russell Nelson - 1990—2002 − Lattie F. Coor |

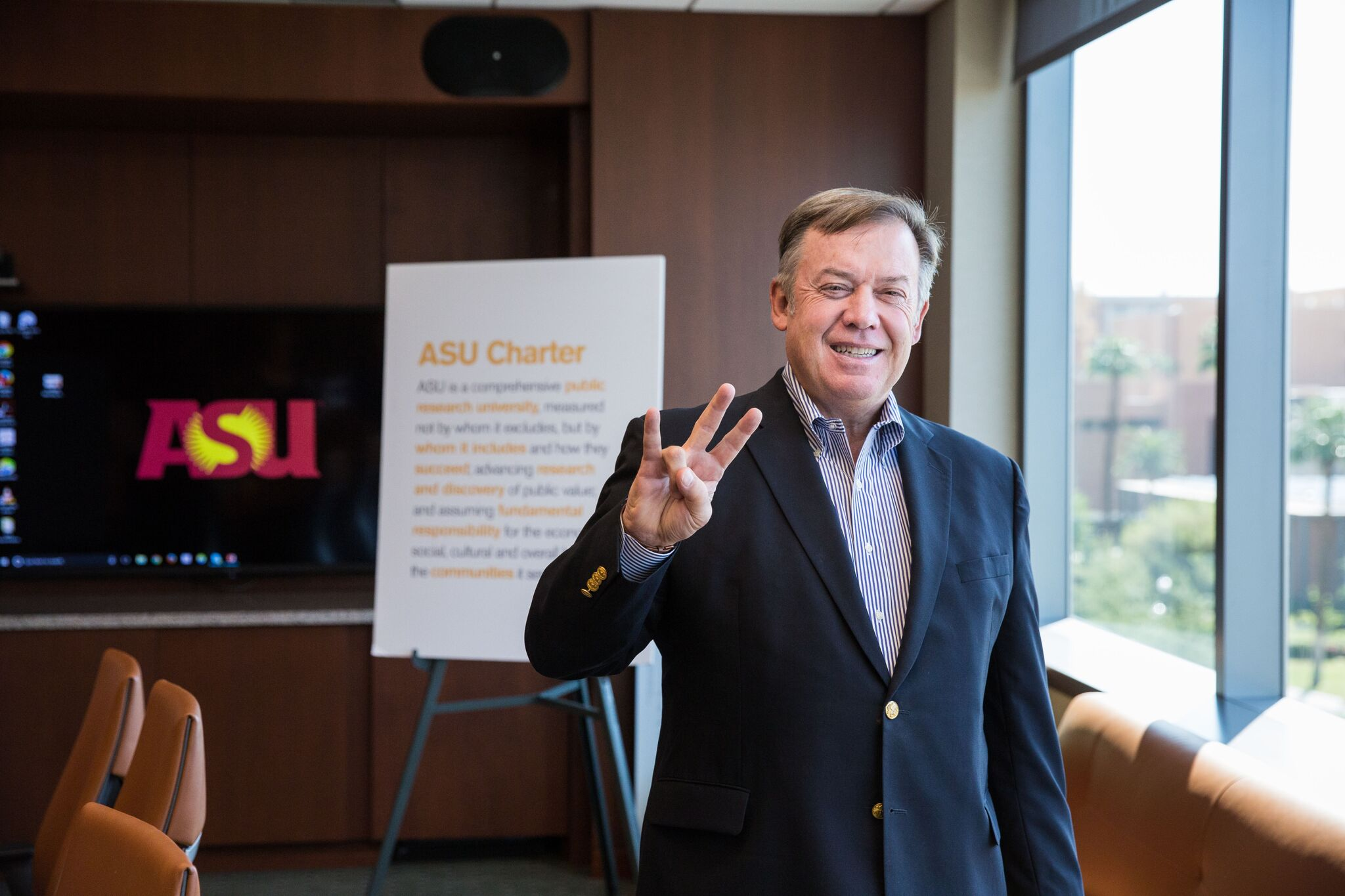
Майкл Кроу

В июле 2002 года шестнадцатым президентом Аризонского государственного университета стал Майкл Кроу.
В числе выпускников вуза многие известные личности: см. выпускники Университета штата Аризона.